# Milk (WANIMAの曲)
「Milk」は、WANIMAの楽曲。2020年6月15日にunBORDEから5作目の配信限定シングルとしてデジタルリリースされた。

## 概要
- 前作『春を待って』から約3ヶ月振りのリリース。
- 同曲は、2020年1月にスタートした自身の全国アリーナツアー『COMINATCHA!! TOUR 2019-2020 ～アリーナ編～』の福井公演以降の公演が、新型コロナウイルス「COVID-19」感染拡大により中止となり、それ以降制作した数ある新曲の中からセレクトした1曲で、「大切な人たちとの大事な時間」について歌っている[1]。
- 2020年5月22日放送の、テレビ朝日系『ミュージックステーション』にてテレビ初披露された[1]。

## 収録曲
1. Milk
作詞・作曲：KENTA　編曲：WANIMA